# Pastor Troy
Pastor Troy (Имя: Мика Левар Трой) — американский рэпер, участник группы «DSGB» (Down South Georgia Boys).

## Ранние годы
Отец исполнителя, Альфред Трой — американец гаитянского происхождения, пастор, бывший инструктор по строевой подготовке. Трой окончил Криксайдскую среднюю школу и поступил в Колледж Пэйн, в Огасте, чтобы стать преподавателем истории.

## Карьера
Дебютный студийный альбом We Ready (I Declare War) вышел в 1999. Рэпер принял участие в записи песни «Get Off Me» с пластинки Ludacris Back for the First Time, «Throw It Up» с пластинки Lil Jon Kings of Crunk. За свою карьеру имел конфликты с Master P, Lil Scrappy, The BME Click и Sno. «Are We Cuttin '» с Universal Soldier (2002) попала в саундтрек фильма xXx. Universal Soldier дебютировал на 13-й строчке Billboard 200. В 2003 Pastor Troy появился на пластинке Young Jeezy Come Shop wit 'Me (трек «GA»).
После выхода альбома By Any Means Necessary Pastor Troy завершил сотрудничество с Universal из-за творческих разногласий. Рэпер выпустил Face Off, Part II, содержащий новые композиции, диси на Lil Scrappy и BME и несколько переработанных старых хитов. В 2005 вместе с Killer Mike появился на «Southern Takeover» из альбома Chamillionaire The Sound of Revenge.
Stay Tru занял 150-ю позицию чарта Billboard 200 с результатом в 6 тыс. проданных копий за первую неделю. В 2012 снялся в фильме «We Was Homeboyz».

## Дискография

### Студийные альбомы
| Название                           | Детали альбома                                                                  | Позиция в чарте | Позиция в чарте | Позиция в чарте | Позиция в чарте |
| Название                           | Детали альбома                                                                  | США             | R&B             | Rap             | Ind             |
| ---------------------------------- | ------------------------------------------------------------------------------- | --------------- | --------------- | --------------- | --------------- |
| We Ready (I Declare War)           | - Выпущено: 16 марта 1999 - Лейбл: Madd Society Records/Candy Coated Management | —               | 45              | —               | —               |
| I Am D.S.G.B.                      | - Выпущено: 12 сентября 2000 - Лейбл: MCA Records                               | —               | —               | —               | —               |
| Pastor Troy for President          | - Выпущено: 7 ноября 2000 - Лейбл: Real Thang Records                           | —               | —               | —               | —               |
| Face Off                           | - Выпущено: 22 мая 2001 - Лейбл: Madd Society Records/Universal                 | 83              | 13              | —               | —               |
| Hell 2 Pay                         | - Выпущено: 1 января 2002 - Лейбл: Madd Society Records/Universal Records       | —               | —               | —               | —               |
| Universal Soldier                  | - Выпущено: 24 сентября 2002 - Лейбл: Universal                                 | 13              | 2               | —               | —               |
| By Any Means Necessary             | - Выпущено: 23 марта 2004 - Лейбл: Universal Records                            | 30              | 7               | —               | —               |
| Face Off, Part II                  | - Выпущено: 1 марта 2005 - Лейбл: Money & Power Records                         | 112             | 18              | —               | 4               |
| Stay Tru                           | - Выпущено: 18 апреля 2006 - Лейбл: SMC Recordings, 845 Entertainment           | 150             | 21              | 12              | 15              |
| By Choice or by Force              | - Выпущено: 25 июля 2006 - Лейбл: Koch Records/Money & Power Records/Fastlife   | 130             | 13              | —               | 9               |
| Tool Muziq                         | - Выпущено: 3 июля 2007 - Лейбл: SMC Recordings/Money & Power Records           | 91              | 11              | 4               | 9               |
| Attitude Adjuster                  | - Выпущено: 19 февраля 2008 - Лейбл: Real Talk Entertainment                    | 116             | 15              | 4               | 14              |
| A-Town Legend                      | - Выпущено: 13 мая 2008 - Лейбл: Siccness Records                               | —               | 38              | —               | —               |
| TROY                               | - Выпущено: 18 ноября 2008 - Лейбл: Madd Society Records                        | —               | 26              | —               | —               |
| Feel Me or Kill Me                 | - Выпущено: 14 апреля 2009 - Лейбл: SMC Recordings/Money & Power Records        | 121             | 19              | —               | 10              |
| Ready for War                      | - Выпущено: 9 июня 2009 - Лейбл: Real Talk Entertainment                        | —               | 52              | —               | —               |
| Love Me, Hate Me                   | - Выпущено: 28 июля 2009 - Лейбл: Siccness Records                              | —               | —               | —               | —               |
| G.I. Troy — Strictly 4 My Soldiers | - Выпущено: 16 февраля 2010 - Лейбл: Madd Society Records                       | —               | 87              | —               | —               |
| Zero Tolerence                     | - Выпущено: 25 мая 2010 - Лейбл: Modo & Big Kanaka                              | —               | —               | —               | —               |
| Attitude Adjuster 2                | - Выпущено: 15 июня 2010 - Лейбл: Real Talk Entertainment                       | —               | 78              | —               | —               |
| King of All Kings                  | - Выпущено: 3 августа 2010 - Лейбл: Madd Society Records                        | —               | 64              | —               | —               |
| Still Troy                         | - Выпущено: 15 марта 2011 - Лейбл: Turned Up Entertainment                      | —               | —               | —               | —               |
| H.N.I.C.                           | - Выпущено: 5 апреля 2011 - Лейбл: Siccness Records                             | —               | —               | —               | —               |
| The Last Outlaw                    | - Выпущено: 19 июня 2012 - Лейбл: Madd Society Records                          | —               | 54              | —               | —               |
| The Streets Need You               | - Выпущено: 30 июля 2013 - Лейбл: Madd Society Records                          | —               | —               | —               | —               |

### Микстейп, компиляции
- 2001: A Thin Line Between the Playaz and the Hataz
- 2002: Revelations
- 2004: I Am American (презентовано: Lil Jon та Pastor Troy)
- 2005: Hood Hustlin': The Mix Tape, Vol. 1 (разом з Nino з P.K.O.)
- 2005: Hood Hustlin': The Mix Tape, Vol. 2 (разом з Nino з P.K.O.) (Slowed & Chopped)
- 2006: Down South Hood Hustlin (разом з Nino з P.K.O.)
- 2009: Still No Play in Georgia (Best Of)
- 2009: Ready for War (The P.T. Mixes)
- 2010: Crown Royal
- 2010: The Best of Pastor Troy (Vol.1)
- 2010: The Best of Pastor Troy (Vol.2)
- 2011: Crown Royal 2
- 2013: Crown Royal Legend

### Общие альбомы
| Год  | Название                                         | Позиция в чарте | Позиция в чарте | Позиция в чарте |
| Год  | Название                                         | США             | US R&B          |                 |
| ---- | ------------------------------------------------ | --------------- | --------------- | --------------- |
| 2000 | Book I (разом з The Congregation)                | 102             | 19              |                 |
| 2006 | Atlanta 2 Memphis (разом з Criminal Manne)       | —               | 88              |                 |
| 2008 | A.T.L. (A-Town Legend V.2) (разом з Lumberjacks) | —               | 73              |                 |

### В составе D.S.G.B.
| Год  | Название             | Позиция в чарте | Позиция в чарте | Позиция в чарте |
| Год  | Название             | США             | US R&B          |                 |
| ---- | -------------------- | --------------- | --------------- | --------------- |
| 2001 | The Last Supper      | —               | —               |                 |
| 2003 | Til Death Do Us Part | —               | 42              |                 |

### Синглы
| Год  | Название                                             | US Hot 100 | US R&B | Альбом                   |
| ---- | ---------------------------------------------------- | ---------- | ------ | ------------------------ |
| 1999 | «No Mo Play in G.A.»                                 | —          | —      | We Ready (I Declare War) |
| 2001 | «This tha City»                                      | —          | —      | Face Off                 |
| 2002 | «Vica Versa» (при участии Peter the Disciple)        | —          | 21     | Face Off                 |
| 2002 | «Are We Cuttin'» (при участии Ms. Jade)              | 96         | 47     | Universal Soldier        |
| 2003 | «You Can't Pimp Me» (при участии Peter the Disciple) | —          | —      | Universal Soldier        |
| 2004 | «Ridin' Big»                                         | —          | 91     | By Any Means Necessary   |
| 2006 | «Pop a Few Bottles» (при участии Rasheeda)           | —          | —      | By Choice or by Force    |
| 2007 | «Saddam»                                             | —          | —      | Tool Muziq               |
| 2008 | «Heaven Is Below»                                    | —          | —      | A.T.L. (A-Town Legend)   |
| 2009 | «I Want War»                                         | —          | —      | Feel Me or Kill Me       |
| 2009 | «Comin wit Me»                                       | —          | —      | Ready for War            |
| 2011 | «Dirty Atlanta» (при участии Ralph)                  | —          | —      | Still Troy               |
| 2011 | «Ain't Gangsta No Moe»                               | —          | —      | Still Troy               |

## Список спродюсированых песен

### Pastor Troy
- Book I (Pastor Troy та The Congregation):

«Havin' a Bad Day»
- Face Off:

«Face Off — Intro»
«This tha City»

«My Niggaz Is the Grind»

«Move to Mars»

«Throw Your Flags Up»

«No Mo Play in GA»

«Eternal Yard Dash» вместе с Big Toombs

«Prayer»

«Oh Father»
- Universal Soldier

«Intro»

«Universal Soldier»

«Bless America»

«Outro»
- Face Off (Part II):

«WWW (Who, Want, War)»

«Where Them Niggaz At»

«Respect Game»
- Stay Tru:

«Skit»

«Skit — Idol»
- By Choice or by Force:

«Murda Man 2»
- Tool Muziq:

«I'm Down»
- By Choice or by Force:

«Prayer» (Intro)

«Outro»

### D.S.G.B.
- The Last Supper:

«We Dem Georgia Boyz»

«My Folks»

«Brang Ya Army»

«Above the Law II»

«Southside»

«Repent»
- Til Death Do Us Part:

«Sittin' on Thangs» вместе с Taj Mahal

«I'm Outside Ho (Skit)»

«I'm Outside Ho»

«Phone Call (Skit)»